# عنق الورقة

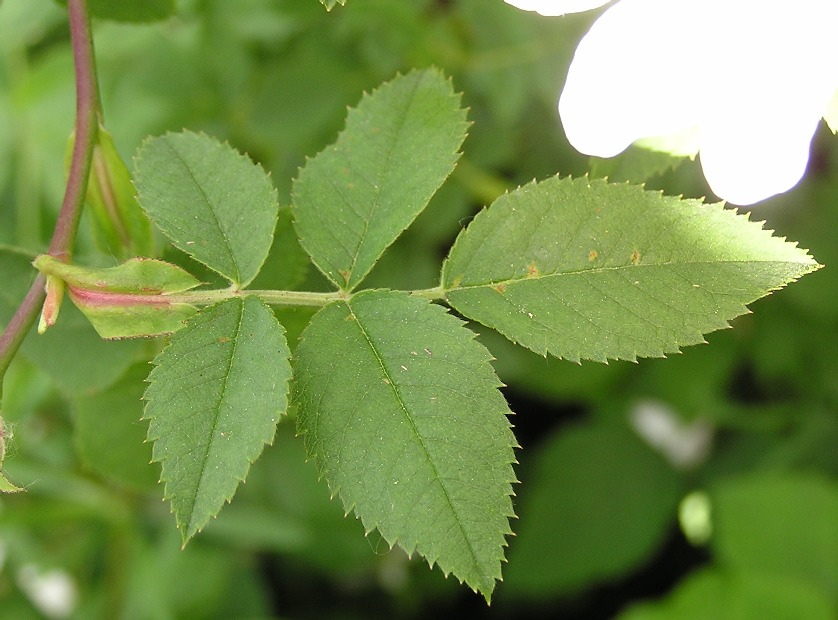
ورقة زهرة (نسرين)، والتي تبين السويقات، وهم أذونات ورقية، وفقرية، وخمسة وريقات

عنق الورقة أو تكريب في علم النبات هو الجزء الذي يربط الورقة بالفرع،:87 :171 وقادر على تحريك الورقة لمواجهة الشمس. هذا يعطي ترتيب أوراق الشجر المميزة للنبات. تسمى الثمار التي تظهر على كل جانب من السويقات في بعض الأنواع بأذونات، وتسمى أوراق تفتقر إلى سويقات لاطئة.

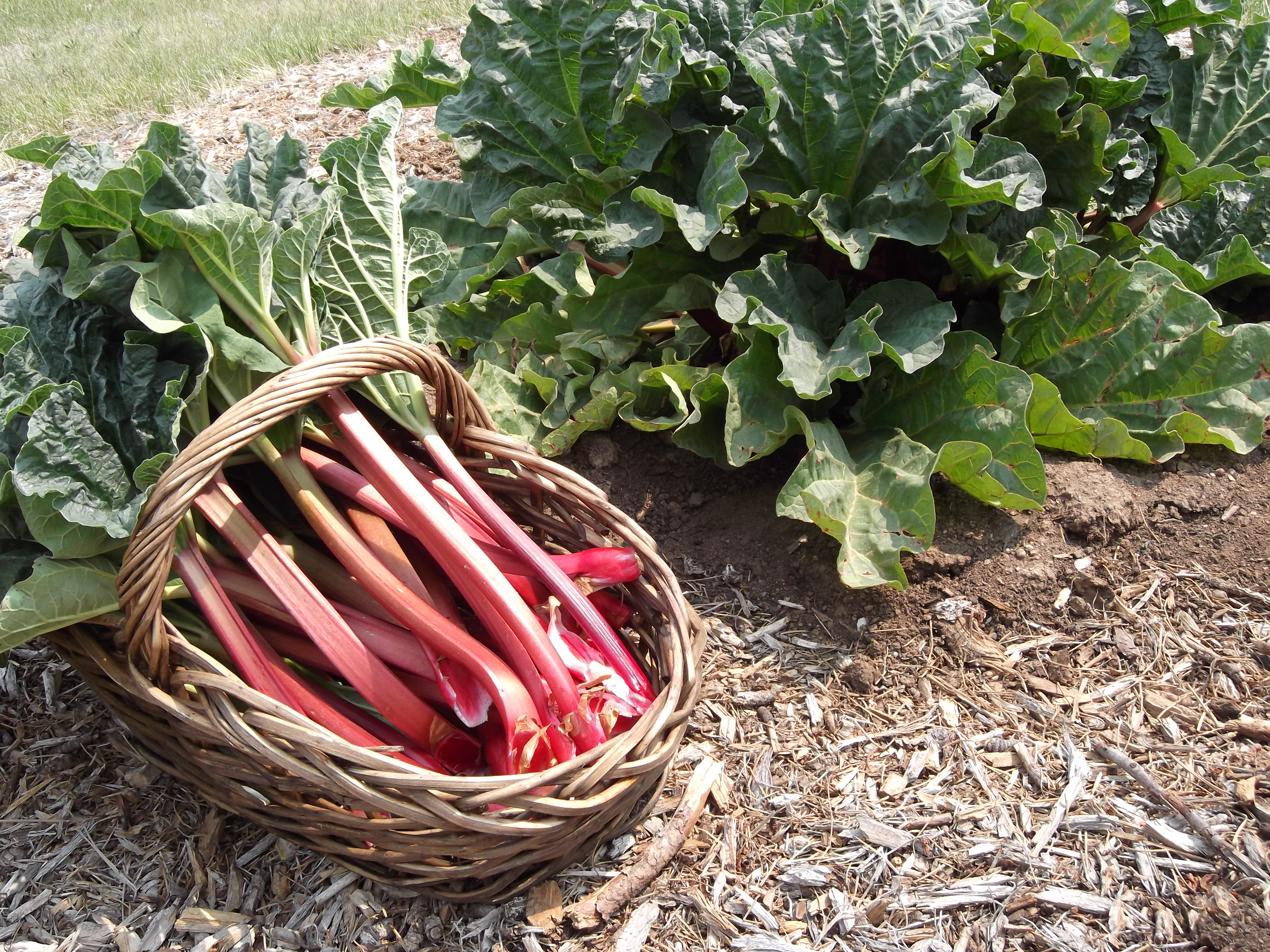
أعناق راوند المقطوعة مع أوراق مرفقة